# Comté de Mareeba
Le comté de  Mareeba était une zone d'administration locale du far North Queensland dans le nord du Queensland en Australie. Le comté comprenait les villes de :
- Chillagoe ;
- Dimbula ;
- Kuranda ;
- Mareeba ;
- Mont Molloy.

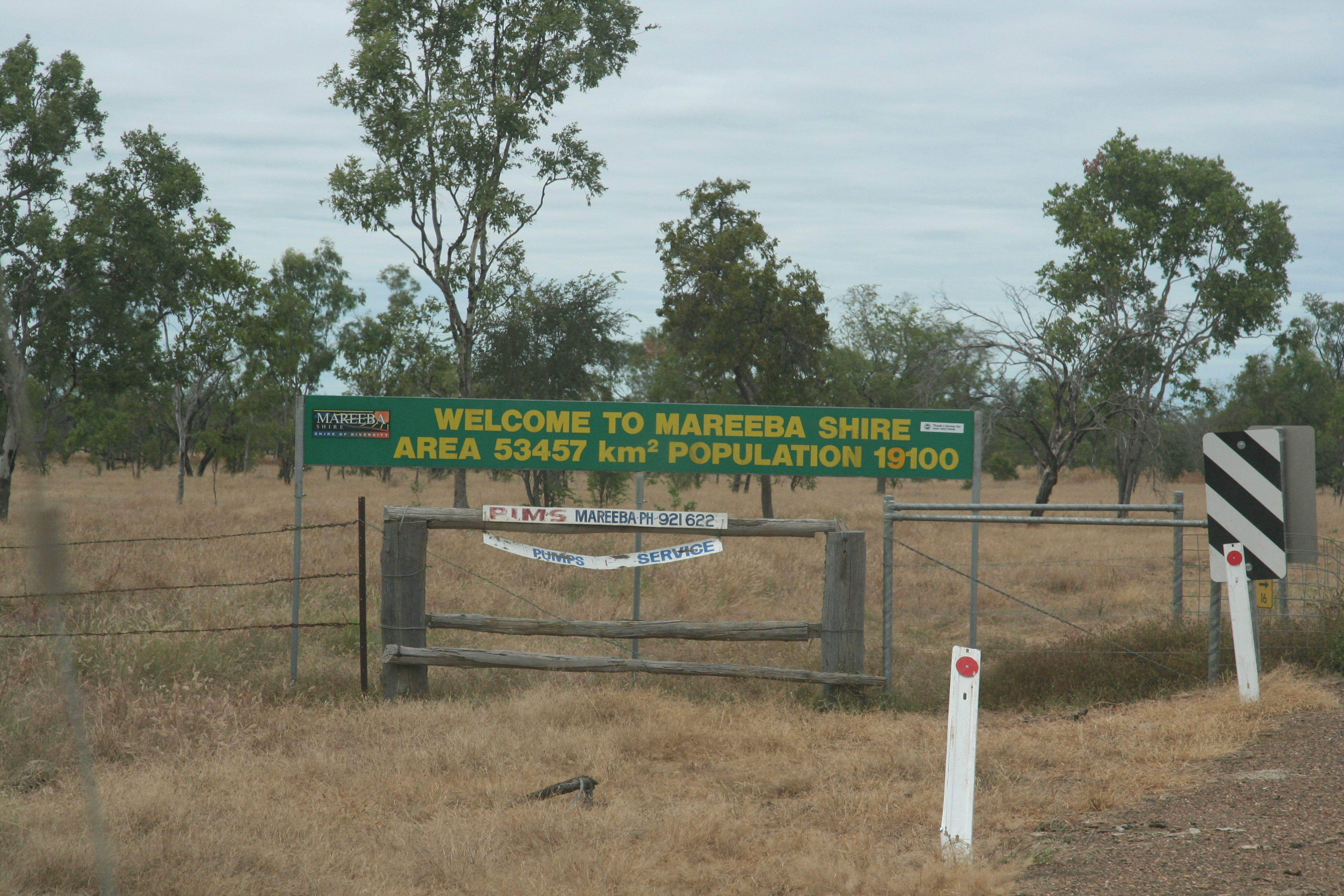
L'entrée du comté, via la Burke Developmental Road.

En mars 2008, il a fusionné avec les comtés d'Atherton, d'Eacham et d'Herberton pour former la région des Tablelands.